# Leonhard Paminger
Leonhard Paminger (Aschach an der Donau, 29 marzo 1495 – Passavia, 3 maggio 1567) è stato un compositore austriaco.

## Biografia
Nacque a Aschach an der Donau, suo padre servì sotto il conte von Schaumburg. Partecipò al dibattito della riforma essendo in contatto con Lutero, che gli mandò una copia dedicata del suo commentario alla lettera ai Galati e Melantone.

## Opera Omnia
- Heinz-Walter Schmitz (Hrsg.): Leonhard Paminger 1495-1567. Ausgewählte Werke I und II. Passau 1995 (Musica sacra Passaviensis 38-39)